# Tiro com arco nos Jogos Europeus de 2015
As competições de tiro com arco nos Jogos Europeus de 2015 foram disputadas no Estádio Tofiq Bahramov, em Baku entre 16 e 22 de junho. Foram disputadas 5 modalidades. 

## Calendário
| Junho         | 12 | 13 | 14 | 15 | 16 | 17 | 18 | 19 | 20 | 21 | 22 | 23 | 24 | 25 | 26 | 27 | 28 |
| ------------- | -- | -- | -- | -- | -- | -- | -- | -- | -- | -- | -- | -- | -- | -- | -- | -- | -- |
| Tiro com arco |    |    |    |    |    | 1  | 2  |    |    | 1  | 1  |    |    |    |    |    |    |

|  | Dia de competição |  | Dia de final |

## Qualificação
Um total de 128 atletas competiu nos Jogos. Cada Comitê Olímpico Nacional (CON) teve permissão para inscrever no máximo seis competidores, três por gênero. Cada CON se equipou com três membros independente do gênero para as provas em equipe, assim, cada membro pode competir nos eventos individuais. Seis vagas foram reservadas para o Azerbaijão como nação anfitriã, com a condição de inscrever três atletas por gênero no Campeonato Europeu de 2014. 

## Medalhistas
| Evento                        | Ouro                                                         | Prata                                                                | Bronze                                                               |
| ----------------------------- | ------------------------------------------------------------ | -------------------------------------------------------------------- | -------------------------------------------------------------------- |
| Individual masculino detalhes | Miguel Alvariño ESP Espanha                                  | Sjef van den Berg NED Países Baixos                                  | Anton Prilepov BLR Bielorrússia                                      |
| Equipes masculinas detalhes   | UKR Ucrânia Heorhiy Ivanytskyy Markiyan Ivashko Viktor Ruban | ESP Espanha Miguel Alvariño Juan Ignacio Rodríguez Antonio Fernández | NED Países Baixos Rick van der Ven Sjef van den Berg Mitch Dielemans |
| Individual feminino detalhes  | Karina Winter GER Alemanha                                   | Maja Jager DEN Dinamarca                                             | Alicia Marín ESP Espanha                                             |
| Equipes femininas detalhes    | ITA Itália Natalia Valeeva Guendalina Sartori Elena Tonetta  | BLR Bielorrússia Hanna Marusava Ekaterina Timofeyeva Alena Tolkach   | UKR Ucrânia Lidiia Sichenikova Veronika Marchenko Anastasia Pavlova  |
| Equipes mistas detalhes       | ITA Itália Natalia Valeeva Mauro Nespoli                     | GEO Geórgia Khatuna Narimanidze Lasha Pkhakadze                      | UKR Ucrânia Lidiia Sichenikova Heorhiy Ivanytskyy                    |

## Quadro de medalhas
O quadro de medalhas foi publicado. 
| Ordem | País              | Medalha de ouro | Medalha de prata | Medalha de bronze |    |
| ----- | ----------------- | --------------- | ---------------- | ----------------- | -- |
| 1     | ITA Itália        | 2               |                  |                   | 2  |
| 2     | ESP Espanha       | 1               | 1                | 1                 | 3  |
| 3     | UKR Ucrânia       | 1               |                  | 2                 | 3  |
| 4     | GER Alemanha      | 1               |                  |                   | 1  |
| 5     | BLR Bielorrússia  |                 | 1                | 1                 | 2  |
|       | NED Países Baixos |                 | 1                | 1                 | 2  |
| 7     | DEN Dinamarca     |                 | 1                |                   | 1  |
|       | GEO Geórgia       |                 | 1                |                   | 1  |
| TOTAL | TOTAL             | 5               | 5                | 5                 | 15 |